# التحليل الطيفي بالرنين المغناطيسي الوظيفي للدماغ
التحليل الطيفي بالرنين المغناطيسي الوظيفي للدماغ هي تقنية تستخدم التصوير بالرنين المغناطيسي لدراسة الأيض في الدماغ في أثناء نشاطه. عادةً ما تُظهر البيانات التي تُجمع بتقنية إف إم آر إس أطيافًا من الرنين، بدلًا من صورة فعلية للدماغ، كما يحدث عند التصوير بالرنين المغناطيسي. تمثل المنطقة الواقعة تحت القمم في الطيف تراكيز نسبية للمستقلبات.
يعتمد إف إم آر إس على نفس مبادئ التحليل الطيفي بالرنين المغناطيسي في الجسم الحي (إم آر إس). رغم ذلك، تسجل طرق إم آر إس التقليدية طيفًا واحدًا من المستقلبات من المنطقة الهدف، بينما يكمن الاهتمام الرئيسي لتقنية إف إم آر إس في كشف أطياف متعددة ودراسة ديناميكيات تراكيز المستقلبات أثناء عمل الدماغ. لذلك، يشار إليه أحيانًا باسم التحليل الطيفي بالرنين المغناطيسي الديناميكي أو التحليل الطيفي بالرنين المغناطيسي المرتبط بالحدث. يوجد بديل جديد لتقنية إف إم آر إس هو التحليل الطيفي الوظيفي الموزون بالانتشار الذي يقيس خصائص انتشار نواتج الأيض في الدماغ بعد تحفيزه.
على عكس إم آر إس في الجسم الحي والذي يُستخدم بشكل مكثف في الحالات السريرية، يُستخدم إف إم آر إس بشكل أساسي كأداة بحث، سواء في السياق السريري، كما في دراسة ديناميكيات المستقلبات لدى المرضى الذين يعانون من الصرع والصداع النصفي وعسر القراءة، ودراسة الأدمغة السليمة. يمكن أيضًا استخدام إف إم آر إس لدراسة ديناميكيات الأيض في أجزاء أخرى من الجسم، كالعضلات والقلب؛ ومع ذلك، تعد دراسات الدماغ أكثر شيوعًا.
تتمثل الأهداف الرئيسية لدراسات إف إم آر إس في المساهمة في توضيح آليات أيض الطاقة في الدماغ، واختبار وتحسين تقنيات احتياز بيانات والتقدير الكمي لضمان وتعزيز دقة وموثوقية دراسات إف إم آر إس.

## المزايا والقيود
تتمتع تقنية إف إم آر إس بالعديد من المزايا مقارنةً بالتصوير العصبي الوظيفي وتقنيات الكشف عن الكيمياء الحيوية للدماغ. على عكس قنية الدفع والسحب والديلزة المكروية والقياس الفولتي في الجسم الحي، تعتبر تقنية إف إم آر إس طريقة غير باضعة لدراسة ديناميكيات الكيمياء الحيوية في الدماغ النشط. يتم إجراء ذلك دون تعريض المرضى للإشعاع المؤين كما يحدث في التصوير المقطعي بالإصدار البوزيتروني أو دراسات التصوير الطبي بأشعة غاما. يعطي إف إم آر إس قياسًا مباشرًا للأحداث الخلوية التي تحدث في أثناء نشاط الدماغ أكثر من تقنيات إف إم آر إس المعتمد على نسبة الأكسجين في الدم أو التصوير المقطعي بالإصدار البوزيتروني التي تعتمد على استجابات ديناميكا الدم وتظهر الطاقة الكلية المستهلكة من قبل العصبونات أثناء تنشيط الدماغ بينما يقدم إف إم آر إس أيضًا معلومات حول عمليات الأيض الأساسية التي تدعم الدماغ النشط.
رغم ذلك، تتطلب هذه التقنية احتياز بيانات وطرق قياس كمي شديدة التعقيد بالإضافة إلى تفسير النتائج. لهذا السبب، حصدت هذه التقنية في السابق اهتمامًا أقل من تقنيات الرنين المغناطيسي الأخرى، ولكن توافر مغانط أقوى وتطورات طرق احتياز البيانات وطرق القياس الكمي جعلت تقنية إف إم آر إس أكثر شيوعًا.
ترتبط القيود الرئيسية لهذه التقنية بحساسية الإشارة وحقيقة أن العديد من المستقلبات ذات الأهمية المحتملة لا يمكن كشفها باستخدام تقنيات إف إم آر إس الحالية.
بسبب الدقة المكانية والزمانية المحدودة، لا توفر تقنية إف إم آر إس معلومات حول المستقلبات في أنواع الخلايا المختلفة، مثلًا، ما إذا كانت الخلايا العصبية أو الخلايا النجمية تستخدم اللاكتات في أثناء عمل الدماغ. أصغر حجم يمكن توصيفه حاليًا باستخدام تقنية إف إم آر إس هو 1 سم3، وهو أكبر من أن يقيس المستقلبات في أنواع الخلايا المختلفة. للتغلب على هذا القيد، تُستخدم النمذجة الرياضية والحركية.
تعد معظم مناطق الدماغ غير مناسبة لدراسات إف إم آر إس لأنها صغيرة جدًا (مثل النوى الصغيرة في جذع الدماغ) أو قريبة جدًا من أنسجة العظام أو السائل الدماغي الشوكي أو الليبيدات خارج القحف، والتي يمكن أن تسبب عدم تجانس في الفوكسل وتلوث الأطياف. لتجنب هذه المشاكل، في معظم دراسات إف إم آر إس، يتم اختيار الحجم المرغوب من القشرة البصرية لأنها سهلة التحفيز وتنتج عمليات الأيض فيها طاقة عالية وتعطي إشارات جيدة.

## التطبيقات
على عكس التحليل الطيفي بالرنين المغناطيسي في الجسم الحي، والذي يستخدم بشكل مكثف في الحالات السريرية، تستخدم تقنية إف إم آر إس بشكل أساسي كأداة بحث، سواء في السياق السريري، كما في دراسة ديناميكيات الأيض لدى مرضى الصرع والصداع النصفي وعسر القراءة، أو لدراسة الأدمغة السليمة.
يمكن أيضًا استخدام إف إم آر إس لدراسة ديناميكيات الأيض في أجزاء أخرى من الجسم، مثل العضلات والقلب؛ ومع ذلك، تعد دراسات الدماغ أكثر شيوعًا.
تتمثل الأهداف الرئيسية لدراسات إف إم آر إس في المساهمة في توضيح آليات أيض الطاقة في الدماغ، واختبار وتحسين تقنيات احتياز بيانات والتقدير الكمي لضمان وتعزيز دقة وموثوقية دراسات إف إم آر إس.

### دراسات التمثيل الغذائي للطاقة في الدماغ
طُورت تقنية إف إم آر إس كامتداد للتحليل الطيفي بالرنين المغناطيسي في أوائل التسعينيات من القرن العشرين. أصبحت إمكاناتها كتقنية بحث واضحة عندما طُبقت على مشكلة بحث هامة كانت دراسات التصوير المقطعي بالإصدار البوزيتروني فيها غير حاسمة، وهي عدم التوافق بين استهلاك الأكسجين والجلوكوز أثناء التحفيز البصري المستمر. سلطت دراسات إتش1 إف إم آر إس الضوء على الدور الهام للاكتات في هذه العملية وساهمت بشكل كبير في دراسة أيض الطاقة بعد تحفيز الدماغ. أكدت الفرضية القائلة بأن اللاكتات يزداد أثناء التحفيز البصري المستمر وسمحت بتعميم النتائج القائمة على التحفيز البصري لأنماط أخرى من التحفيز، مثل التحفيز السمعي والمهام الحركية والمعرفية.

### دراسة الصداع النصفي والألم
استُخدمت تقنية إف إم آر إس في أبحاث الصداع النصفي والألم. دعمت الفرضية التي تشير إلى حدوث خلل في الميتوكوندريون لدى مرضى الصداع النصفي مع أورة. في هذه الدراسة، أثبتت قدرة تقنية إف إم آر إس على قياس العمليات الكيميائية في الدماغ بمرور الوقت أن التحفيز الضوئي المتكرر يؤدي إلى زيادة أعلى في مستوى اللاكتات وانخفاض أكبر في مستوى ن-أسيتيل أسبارتات في القشرة البصرية لمرضى الصداع النصفي مع أورة مقارنةً بمرضى الصداع النصفي بدون أورة والأفراد الأصحاء.
في أبحاث الألم، تعد تقنية إف إم آر إس مكملة لتقنيات التصوير بالرنين المغناطيسي الوظيفي والتصوير المقطعي بالإصدار البوزيتروني. رغم استخدام التقنيتين السابقتين بشكل مستمر لتحديد مناطق معالجة الألم في الدماغ، لم تقدما معلومات مباشرة حول التغيرات في المستقلبات أثناء معالجة الألم التي يمكن أن تساعد في فهم العمليات الفسيولوجية الكامنة وراء إدراك الألم وقد تؤدي إلى اكتشاف علاجات جديدة للألم. تتغلب تقنية إف إم آر إس على هذا القيد فقد استخدمت لدراسة تغيرات مستوى النواقل العصبية الناجمة عن الألم (الضغط البارد والحرارة وآلام الأسنان) في القشرة الحزامية الأمامية والقشرة الجزيرية الأمامية والقشرة الجزيرية اليسرى. تعد دراسات إف إم آر إس هذه قيّمة لأنها تظهر أن بعض المركبات المشتقة من حمض الغلوتاميك (الغلوتامات وحمض الغاما-أمينوبيوتيريك والغلوتامين) تزداد بعد تطبيق منبهات مثيرة للألم في مناطق الدماغ المدروسة.